# فالن لندن
فالِن لندن یا لندن سقوط کرده (به انگلیسی: Fallen London)، در اصل اِکو بازار (به انگلیسی: Echo Bazaar)، یک بازی داستانی تعاملی مبتنی بر مرورگر است که توسط فیل‌بتر گیمز توسعه یافته است. در «فالن لندن»، لندن ویکتوریایی با فضایی وحشی ساخته شده است. این فرنچایز بعداً به بازی‌هایی دیگر، از جمله سانلس سی و دنباله آن سانلس اسکایزگسترش یافت.
این بازی از اکتبر ۲۰۰۹ به‌طور مداوم در حال اجرا است. در ژوئن ۲۰۱۸، وب‌سایت با طراحی مجدد صفحه و همچنین مقیاس‌بندی بهتر در بین دستگاه‌ها و ادغام اچ‌تی‌تی‌پی‌اس، یک به‌روزرسانی گرافیکی بزرگ دریافت کرد.

## محیط
چهل سال پیش لندن، اولین شهر امپراتوری بریتانیا، به غاری زیر زمین سقوط کرد و تبدیل به پنجمین شهر دزدیده شده در Neath(یک غار وسیع در زیر زمین) شد. خیابان‌های شهر تبدیل به هزارتویی شده‌اند که مرکز آن بازار اکو است. در حالی که لندن یک پادشاه، یک پارلمان و یک شهردار دارد اما اربابان بازار (موجودات غیرانسانی پوشیده‌ای که بر حوزه‌های تجارت نظارت می‌کنند و برنامه‌های اسرارآمیز را اجرا می‌کنند) قدرت واقعی را به دست دارند. حتی قوانین فیزیکی برتری خود را در نبود نور خورشید از دست می‌دهند. در خیابان موش‌ها و گربه‌ها برایتان زبان و دم تکان می‌دهند. دیگر نمی‌توان به ساعت‌ها و نقشه‌ها اعتماد کرد و مرگ اغلب یک ناراحتی موقتی است. به نظر می‌رسد دیگر نور خورشید را نخواهیم دید.
در حالی که در لندن ویکتوریایی صنعت و طبقه‌های اجتماعی همچنان باقی مانده است، آداب و رسوم سختگیرانه جامعه توسط گروه‌هایی عجیب و غریب که در خیابان‌ها پرسه می‌زنند، مختل شده است. جهنم سفارتی در شهر دارد و با ارواح تجارت می‌کند که کلیساها را به وحشت انداخته است. هنرمندان و دانشگاهیان به کشف امکانات جدیدی می‌پردازند که قبل از سقوط لندن غیرقابل تصور بود. جوجه تیغی‌ها (کودکان یتیم و بی خانمان شهر)، جنایتکاران و انقلابیون به خاطر پاسبان‌ها در پشت بام‌ها پنهان می‌شوند. در سراسر اقیانوس وسیع Unterzee، امپراتوری خانات، قاره غیرقابل نفوذ الدر، و جزیره فریادها به اسم پُلیتِرم (Polythreme) قرار دارد که کارگران سفالی (مردان سفالی کارگر) را به لندن صادر می‌کند.
افرادی که در رسوایی گرفتار می‌شوند به مستعمرات مقبره تبعید می‌شوند، جایی که افراد «تقریباً مرده» آخرین روزهای خود را سپری می‌کنند. مجرمان دوران محکومیت خود را در زندان نیو گیت که در میان قندیل‌های نمکی سقف غار(Neath) ساخته شده می‌گذرانند. مردگان موقتاً خود را در یک قایق کند می‌بینند که در نزدیکی سرزمین مردگان حرکت می‌کند. کسانی که تسلیم کابوس‌ها و جنون می‌شوند در هتل رویال بِت لِحِم (Royal Bethlehem) مورد استقبال قرار می‌گیرند یا به قلمرو رؤیایی به نام پارابولا (Parabola) می‌روند که از سطح زمین به لندن نزدیک تر است و گاهی از طریق آینه‌ها قابل مشاهده است.

## گیم پلی
بازیکنان در نقش تازه واردان به دنبال شانس خود به زیرزمین می‌روند و راه خود را به دسته ای از فعالیت‌های قانونی و غیرقانونی شهر باز می‌کنند. بازیکنان، موجودات مهربان و آسوده‌ای هستند، که اسرار لندن سقوط کرده را جابه‌جا می‌کنند. زندگی آنها هیچ هزینه ای ندارند، و اگرچه بازیکنان می‌توانند برای درآمد روزانه حرفه ای را انتخاب کنند، آنها می‌توانند روزنامه منتشر کنند، محکومیت‌های مکرر را در زندان بگذرانند و غذای پیک‌های یک کارخانه آدم‌خوار تأمین کنند، بدون اینکه به امنیت شغلی آنها آسیبی وارد شود.
از آمار برای ردیابی توانایی‌های شخصیت بازیکن و موقعیت آنها در خطوط جستجو استفاده می‌شود. یک کاراکتر ممکن است صدها کاراکتر جمع کند. چهار تن از این اصلی شخصیت هستند ویژگی (ناظر، سایه، خطرناک، متقاعد کننده) و به‌طور مداوم برای موفقیت در اقدامات استفاده می‌شود، هر چند شکست نیز ممکن است تهدید مربوط (کابوس، سوء ظن، زخم، رسوایی) افزایش می‌دهد. اگر خطری بیش از حد بالا برود، شخصیت به یک مکان جانبی (مانند تبعید Disgrced در Tomb-Colonies for Scandal) منتقل می‌شود تا از بین برود.
بازی را نمی‌توان برد، اما می‌توان از دست داد. یک کوئستلاین به نام «به دنبال نام مِستِر ایتن»، در مورد وسواس مخرب، از بازیکن می‌خواهد که به‌طور مکرر به شخصیت خود آسیب برساند، تا زمانی که تکمیل آن شخصیت را برای همیشه غیرقابل بازی کند. بازی از بازیکنان می‌خواهد که در این کوئستلاین شرکت نکنند و به آن‌ها از بازی کردن آن هشدار می‌دهد.

## توسعه
الکسیس کندی توسعه انفرادی فالن لندن را به عنوان یک پروژه آماتور در ژوئن ۲۰۰۹ آغاز کرد و زمینه را ایجاد کرد، سایت را ساخت و محتوای اولیه را نوشت. او در ابتدا قصد داشت این بازی یک تجربه کاملاً مبتنی بر متن باشد، اما به سرعت متوجه شد که هنر پروژه را بهبود می‌بخشد و دوستی به نام پل آرنت را به خدمت گرفت.
کندی می‌گوید: «پل وارد پروژه شد چون می‌توانم بنویسم و کدنویسی کنم، اما نمی‌توانم نقاشی کنم. طرح اولیه این بود که به آرنت برای کار تصویرگری اش به‌طور کامل پول پرداخت شود. من گفتم، من می‌خواهم به شما پول بدهم، زیرا می‌خواهم این یک چیز حرفه ای باشد. او گفت: "آن را برای من یک درصد کاهش دهید" و من گفتم: "حتماً، عالی است! الان لازم نیست بهت پول بدهم! اما می‌دانید که ما احتمالاً نمی‌خواهیم از آن پول دربیاوریم؟ "دست‌هایش را به هم می‌زند. ما الان سه سال است که حقوق می‌گیریم، بنابراین… درست شد."
این سایت ابتدا در اکتبر ۲۰۰۹ به عنوان یک سایت کاملاً رایگان راه اندازی شد و عناصر بازی رایگان را در ژانویه ۲۰۱۰ معرفی کرد. کندی و آرنت تعدادی از دوستان دیگر را برای نوشتن محتوای اضافی به خدمت گرفتند و در طول سال‌ها، نوشتن لندن سقوط کرده به یک تلاش جمعی تبدیل شد.
فالن لندن بر روی موتور فیل‌بتر استوری‌نکسوز ساخته شده است. کندی توضیح داده است که ایجاد استوری‌نکسوز انگیزه اصلی ایجاد فالن لندن بوده است. برنامه این شرکت توسعه استوری‌نکسوز به عنوان یک پلت فرم باز بود، اما بعداً استوری‌نکسوز را به عنوان یک «شکست» توصیف کرد.

## انتشار
فالن لندن در سال ۲۰۰۹ به عنوان یک بازی مرورگر منتشر شد. نسخه‌های آی‌اواس و اندروید نیز در سال ۲۰۱۶ منتشر شدند، اما در سال ۲۰۱۸ بازنشسته شد.

## بازخورد
| گردآورنده | امتیاز         |
| --------- | -------------- |
| متاکریتیک | آی‌اواس: ۷۷/۱۰۰ |

| ناشر        | امتیاز  |
| ----------- | ------- |
| TouchArcade | آی‌اواس: |

فالن لندن نقدهای مثبتی دریافت کرده است، و از نوشته‌های آن و جهان‌سازی بسیار تحسین شده است. دن زاکارلی از "Gamezebo"، که این بازی را «یکی از بهترین بازی‌های مرورگر [آنها] که تا به حال بازی شده می‌داند»، به داستان «متقاعد کننده اما نه غافلگیرکننده» بازی به عنوان ویژگی اصلی آن اشاره کرد. آدام اسمیت از راک، پیپر، شاتگان سبک نوشتاری آن را همراه با «محیط مبتکرانه» و «چکیدن افسانه» توصیف کرد. او خاطرنشان کرد که چگونه بیشتر اکتشافات ناشی از این است که بازیکن برای خودش کارها را انجام می‌دهد.
امیلی شورت آن را «تقریباً به‌طور کامل در مورد محیط و مکان» توصیف کرد. او به کیفیت متن بازی و جهان‌سازی «به‌طور منطقی استوار» آن اعتبار می‌داد، اگرچه فکر می‌کرد که بازی می‌تواند برای «چیزی قابل چاپ» استفاده شود. شورت به «پرزحمت بودن» بازی اشاره کرد، اما سرمایه‌گذاری روزانه برای انجام بازی را به اندازه ای کوچک دانست که «کوچک بودن» گیم پلی آن را نادیده گرفت.
با این حال، شورت متعاقباً تبدیل به نویسنده بازی شد و در اواخر سال ۲۰۱۹ به عنوان کارگردان خلاق به فیل بتر پیوست.
این بازی برنده جایزه The Escapist «بهترین بازی مبتنی بر مرورگر» برای سال ۲۰۰۹ شد.

## رسانه اسپین آف
سانلس سی و دنباله‌اش، سانلس اسکایز، اسپین‌آف‌های سرکش از فالن لندن هستند.
در ۲۲ سپتامبر ۲۰۱۸، فیل بتر گیمز Skyfarer RPG را منتشر کرد، یک بازی نقش‌آفرینی مستقل با قلم و کاغذ بسیار سبک با قوانین و با روایی بالا برای همراهی سانلس اسکایس.
داستان‌های فالن لندن: درخت نقره ای، پیش‌درآمدی برای فالن لندن، در ۲۳ اکتبر ۲۰۱۲ منتشر شد. درخت نقره ای همچنین یک بازی ماجراجویی مبتنی بر مرورگر است که خودتان انتخاب کنید، اما تقریباً پانصد سال قبل از زمان سقوط لندن رخ می‌دهد و بر رویدادهای مربوط به سقوط چهارمین شهر، کاراکوروم، پایتخت امپراتوری مغول تمرکز دارد. یک بازی رومیزی با عنوان چاقو و شمع (نامگذاری شده برای ورزش رقابتی در محیطی که عناصر برچسب و یک قتل آزاد برای همه را ترکیب می‌کند) در حال توسعه بود، اما جان هارپر اظهار داشت که این بازی «باهم نشد».
فیل بتر در حال حاضر در حال توسعه یک رمان بصری رمانتیک جدید در دنیای فالن لندن به نام Mask of the Rose است که به عنوان پیش‌درآمدی برای سایر بازی‌های این فرنچایز عمل می‌کند.